# 戈曼鎮區 (明尼蘇達州奧特泰爾縣)
戈曼鎮區（英語：Gorman Township）是位於美國明尼蘇達州奧特泰爾縣的一個行政鎮區。

## 歷史
戈曼鎮區於1873年設立。鎮區得名自早期定居者約翰·O·戈曼（John O. Gorman）。

## 地方資料
戈曼鎮區的面積為92.59平方千米，當中陸地面積為83.30平方千米，而水域面積為9.28平方千米。根據2020年美國人口普查的數據，當地共有人口511人，而人口密度為每平方千米5.52人。